# Dasselbe in Grün

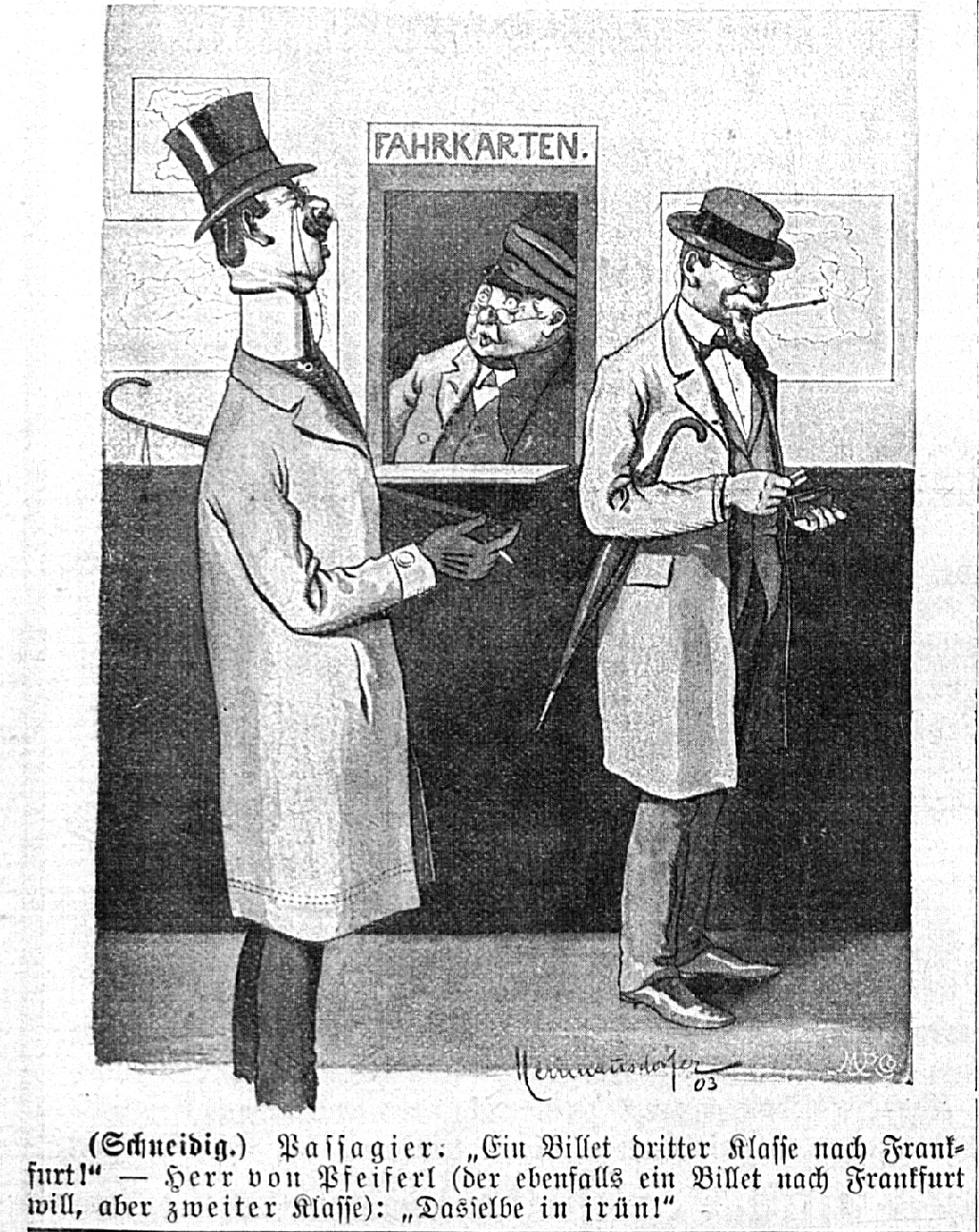
Zeichnung in den Fliegenden Blättern

Dasselbe in Grün ist eine Redewendung, die besagt, dass zwei Dinge fast gleich sind bzw. sich nur in einem Merkmal unterscheiden. Eine sichere Erklärung, woher die Wendung stammt, liegt nicht vor; es gibt mehrere Deutungsversuche:
- Laut einer Anekdote übergab eine Hausangestellte mit den Worten „Dieselbe Couleur, aber in Grün“ einem Verkäufer ein rosarotes Band als Muster.[1] Diese Anekdote wird bereits um 1800 von Johanna Schopenhauer erwähnt.[2] Sie beschreibt in diesem Zusammenhang einen Aufenthalt bei Johann Georg Zimmermann in Bad Pyrmont, bei dem zwar ihre Erwartungen erfüllt worden waren, aber doch auf gänzlich andere Art, als sie es gedacht hatte.[3]

- Auf der 11. Hauptversammlung des Allgemeinen Deutschen Sprachvereins hielt Hermann Dunger (1843–1912) einen Vortrag (abgedruckt 1899). Darin berichtet Dunger aus seiner Jugend, als in seiner Heimat beim Billard auf Französisch gezählt wurde. Er vergleicht dies damit, dass beim Tennis auf Englisch gezählt wird, und ergänzt als Zusammenfassung: „‚Dasselbe in Grün!‘ Damals betete man den französischen Götzen an, jetzt den englischen.“[4]

- Eine Zeichnung von Joseph Herrmannsdörfer (1867–1936) in den Fliegenden Blättern aus dem Jahr 1903 zeigt einen Reisenden am Fahrkartenschalter, der eine Fahrkarte zum selben Bestimmungsort erwerben möchte wie der Passagier vor ihm, der eine Fahrkarte dritter Klasse in Händen hält. Mit den Worten „Dasselbe in Jrün!“ zeigt er an, dass er jedoch eine (grün markierte) Fahrkarte für die teurere zweite Klasse erwerben möchte.[1] Farblich gekennzeichnete Fahrkarten gab es bei der Österreichischen Staatsbahn kurz nach der Regelung von 1854, die vorsah, die Waggons der 1. bis 3. Klasse farblich zu streichen. 1874 zog die Preußische Staatsbahn mit einem Erlass nach, der dieselben Farben für Wagen und Fahrkarten wie Österreich vorsah: Gelb für die 1. Klasse, Grün für die 2. Klasse und Braun für die 3. Klasse.[5]

- Der ab 1924 gefertigte Opel Laubfrosch war eine weitgehende Kopie des Citroën 5CV, wurde aber in der Standardfarbe grün statt gelb verkauft.
- Denkbar wäre auch ein Bezug zum alten deutschen Kartenspiel, in dem „Grün“ als Farbe (Pik vergleichbar) vorkommt.[2]